# Kopenhagener Strasse
Kopenhagener Strasse (vardagligt smeknamn "Kopi") är en gata i stadsdelen Prenzlauer Berg i Berlin som går från Schönhauser Allee västerut till Schwedter Strasse. Den fick sitt namn 1899 och ingår i ett kvarter med nordiskt tema med bland annat gator som Ystader Strasse och Dänenstrasse. Gatan är cirka 800 meter lång. Husen är 4-5 våningar hög och det stora flertalet byggda 1900–1910. På gatan finns flera kaféer, restauranger och pubar. Dominerande byggnad på gatan är byggnadsminnet  Abspannwerk Humboldt.
Gatan har använts för scener i flera filmer: Solo Sunny, Sommer vorm Balkon och TV-serien Weissensee.
- Wikimedia Commons har media som rör Kopenhagener Strasse.